# Уршулін (гміна)
Гміна Уршулін (пол. Gmina Urszulin) — сільська гміна у східній Польщі. Належить до Володавського повіту Люблінського воєводства.
Станом на 31 грудня 2011 у гміні проживало 4133 особи.

## Площа
Згідно з даними за 2007 рік площа гміни становила 171.62 км², у тому числі:
- орні землі: 56.00%
- ліси: 23.00%

Таким чином, площа гміни становить 13.66% площі повіту.

## Населення
Станом на 31 грудня 2011:
| Опис     | Загалом | Загалом | Чоловіки | Чоловіки | Жінки | Жінки |
| -------- | ------- | ------- | -------- | -------- | ----- | ----- |
| одиниця  | осіб    | %       | осіб     | %        | осіб  | %     |
| все      | 4133    | 100     | 2078     | 50.28    | 2055  | 49.72 |
| міське   | 0       | 100     | 0        |          | 0     |       |
| сільське | 4133    | 100     | 2078     | 50.28    | 2055  | 49.72 |

## Сусідні гміни
Гміна Уршулін межує з такими гмінами: Цицув, Ганськ, Людвін, Сосновиця, Старий Брус, Вежбиця.